# تريتينوين
تريتينوين Tretinoin  هو الشكل الحمضي للفيتامين أ ويعرف أيضا بحمض الريتينوئيك المفروق جميعاً أو ATRA. يستخدم بشكل شائع في علاج العد الشائع أو التقران الشعري. متوافر على شكل كريم أو جل. كما يستخدم أيضا لعلاج ابيضاض السلائف النقوية (APL) ويباع لهذا الغرض من قبل شركة روش تحت الاسم التجاري VESANOID.

## أسماء تجارية
- Aberela
- Airol
- Renova
- Atralin
- Retin-A
- Avita
- Retacnyl
- Refissa
- Stieva-A

## الاستخدامات

### طِبُّ الجِلْد أو(طب الأمراض الجلدية)
تريتينوين هو الأكثر شيوعاً كشكل من أشكال علاج حب الشباب. لقد كان أول شكل ريتينالِيُّ (شبه راتيني) تم تطويره لهذا النوع من الاستخدام الموضعي. هو أفضل شكل ريتينالِيُّ (ريتينويد) درس في علاج أحد أمرض الجلد يعرف بـ شيخوخة الجلد الضوئية photoaging.
ويتم استخدامه من قبل البعض على أنه علاج تساقط الشعر ومكون من مكونات العديد من المنتجات التجارية التي يتم الإعلان عن كونها قادرة على إبطاء شيخوخة الجلد أو إزالة التجاعيد.[بحاجة لمرجع] كما يستخدم موضعياً لعلاج والحد من ظهور علامات تمدد الجلد عن طريق زيادة إنتاج الكولاجين في الأدمة.

### اللوكيميا
يستعمل تريتينوين، مسوق كفيزانويد، لعلاج شكل من السرطان (ابيضاض السلائف النقوية الحاد، والذي يدعى أيضاً ابيضاض الدم النقوي النميط M3)، مع أدوية أخرى عادة، وذلك بجعل خلايا الدم غير الناضجة تتمايز (أي تصبح ناضجة).
تعود إمراضية ابيضاض الدم إلى الخلايا الخالدة المتكاثرة بشكل كبير؛ يقود حمض الريتينوئيك هذه الخلايا إلى أن تتطور إلى خلايا وظيفية، مما يساعد على تخفيف المرض. يوصف عادة لمدة 15 يوماً كل ثلاثة أشهر بـ 8-10 كبسولات 10-ملغ في اليوم [بحاجة إلى مرجع].

#### علم الأدوية السريري
كانت المعالجة الناجحة بالتريتينوين لمرض لوكيميا السلائف النقوية الحاد (APL) تقدماً مفاجئاً في علاج هذا المرض.
وهو فعال في علاج الـAPL؛ لأن معظم الحالات تتضمن استبدال مواقع كروموزومي للكروموزومات 15 و17، مما يسبب اندماج مورثي لمورثة مستقبلات حمض الريتينوئك (RAR) إلى مورثة لوكيميا السلائف النقوية (PML).
هذا الاندماج البروتيني PML-RAR هو المسؤول عن منع الخلايا النقوية من التمايز إلى خلايا ناضجة أكثر. ويعتقد أن هذا الحجب هو سبب اللوكيميا. يرفع الـATRA هذا الحجب مما يسمح السلائف النقوية بالتمايز إلى خلايا دم طبيعية ناضجة؛ فتنخفض كمية السلائف النقوية.[بحاجة لمرجع]

## التأثيرات الجانبية

### في الاستخدام الجلدي
يمكن أن يحدث عند استخدامه جفافاً أو زيادة في الحساسية لأشعة الشمس بالنسبة للجلد المصاب. المرضى الأكثر حساسية يمكن أن يتعرضوا لحكة واحمرار وتقشر وحرق. إن الزيادة التدريجية في كمية ووتيرة تطبيقه يعتبر أفضل، لأن هذا يسمح لجلد الشخص بضبط كاف للدواء.
ينبغي على المرضى أن يكونوا منتبهين لتطبيق تعليمات الطبيب عندما تبدأ جولة العلاج. يزيد هذا المنتج من خطر حروق الشمس . ينبغي توخي الحذر لحماية الجلد المعالج من فرط التعرض للأشعة فوق البنفسجية (وذلك باستخدام الواقيات الشمسية أو البقاء في الظل).
استعمال التريتينوين قد يسبب ترقق الجلد، لذلك يوصى وبشدة للمرضى الذين يستخدمون هذا الدواء بالامتناع عن إزالة الشعر بالشمع. إن الشمع عند إزالته يعمل على سحب الطبقة العليا لظهارة الجلد معه، تاركا مكانه علامة احمرار ملتهبة ومتقرحة لعدة أيام.
إن الخيار المتاح والحيوي لإزالة الشعر هو استخدام تقنية النتف بالملقط أو النتف بالخيط. الإطار الزمني الموصى به للانتظار للمعالجة بالشمع بعد استخدام الترتينوين يختلف من مصدر إلى مصدر، وقد تم الإبلاغ عن خمسة أيام إلى ثلاثة أشهر في أي منها. ينبغي على المرضى استشارة طبيب أمراض جلدية والجماليات لمناقشة إزالة الشعر بأفضل الخيارات المتاحة أثناء أو بعد استخدام تريتينوين. [بحاجة لمرجع]

### الاستخدام في سرطان الدم (اللوكيميا)
هناك مضاعفات فريدة من متلازمة حمض الريتينوئيك لدى مرضى اللوكيميا الحادة (UMD: ابْيِضاضُ السَّلائِفِ النِّقَوِيَّة).
ويرتبط هذا مع تطور ضيق التنفس، الحمى، زيادة الوزن، وذمة محيطية ويتم إعطائه مع ديكساميثازون.
وقد عزا مسببات متلازمة حمض الريتينويك لمتلازمة التسرب الشعرية لدى إطلاق السِيتوكين من تمييز السَليفَةُ النِّقْوِيَّة.

## الإمساخ
يعد ماسخاً فهو يسبب عيوب ولادية وأظهرت الاختبارات زيادات في شذوذات الجمجمة الجنينية لدى الجرذان.
النساء الحوامل أو اللواتي قد يكن حوامل أو اللواتي يريدون أن يكن حوامل يجب أن يحذرن من استعماله.
التأثير الماسخ ناجم عن تداخل حمض الريتينويك خارجي المنشأ مع نقل الإشارة بواسطة حمض الريتينويك داخلي المنشأ، والذي يلعب دوراً في نمط تطور الجنين. لكن يبدو أن أخطار التريتينوين الموضعي على الجنين محدودة.

## الاستعمالات البحثية
اقترحت دراسة منشورة من قبل المجلة التنفسية الأوربية عام 2002 أن التريتينوين يمكنه أن يعكس تأثيرات النفاخ لدى الفئران بإعادة المرونة (وإعادة توليد نسيج الرئة عبر الوساطة الجينية) إلى الأسناخ. اقترحت الدراسات أن ذلك قد يشكل معالجة واعدة لمرضى النفاخ البشر.
لكن وجدت دراسة متابعة أحدث تمت عام 2006 نتائج غير مقنعة ("نتائج سريرية غير نهائية") لاستعمال فيتامين أ (حمض الريتينويك) في معالجة النفاخ لدى البشر ويحتاج أبحاث إضافية رسمية للوصول إلى استنتاجات عن هذه المعالجة.